# Koningsdag (Nederland)

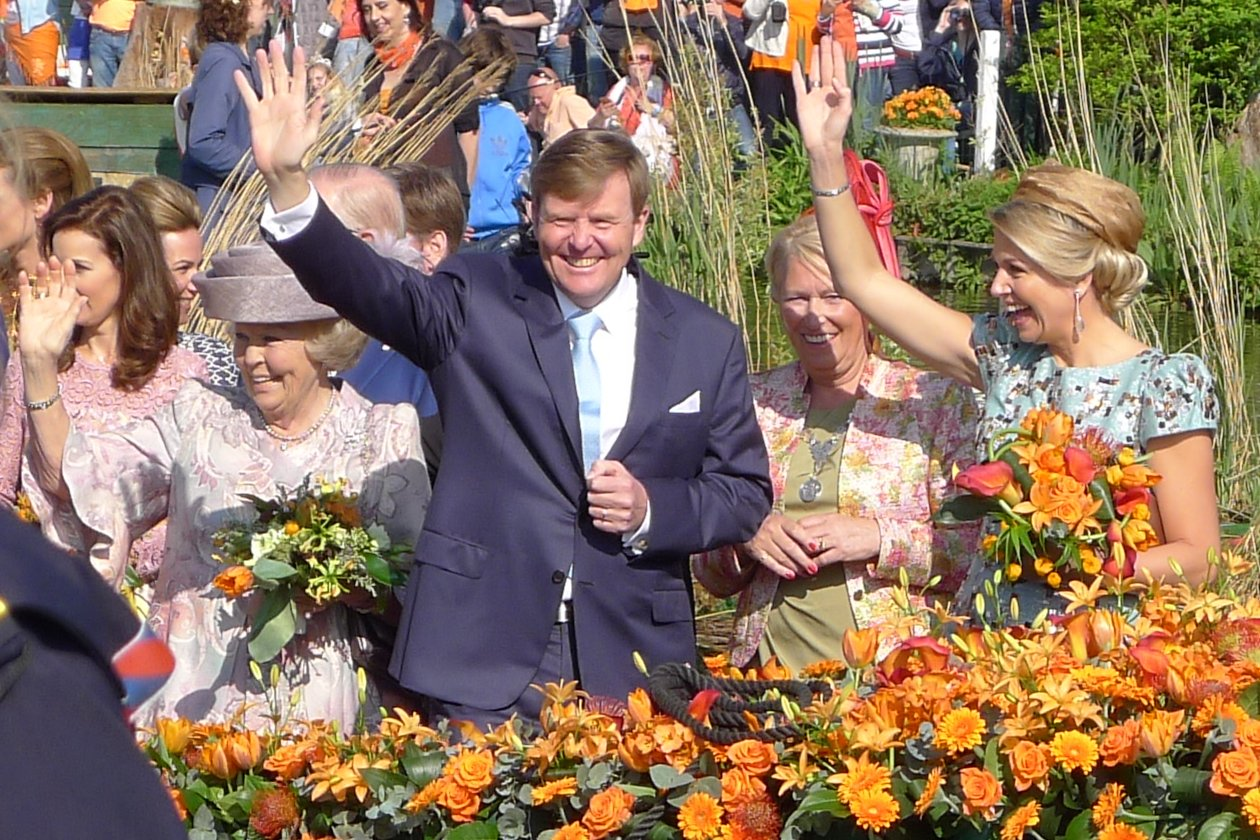
Koning Willem-Alexander, koningin Máxima en prinses Beatrix tijdens de viering van Koningsdag 2014 in Graft-De Rijp.

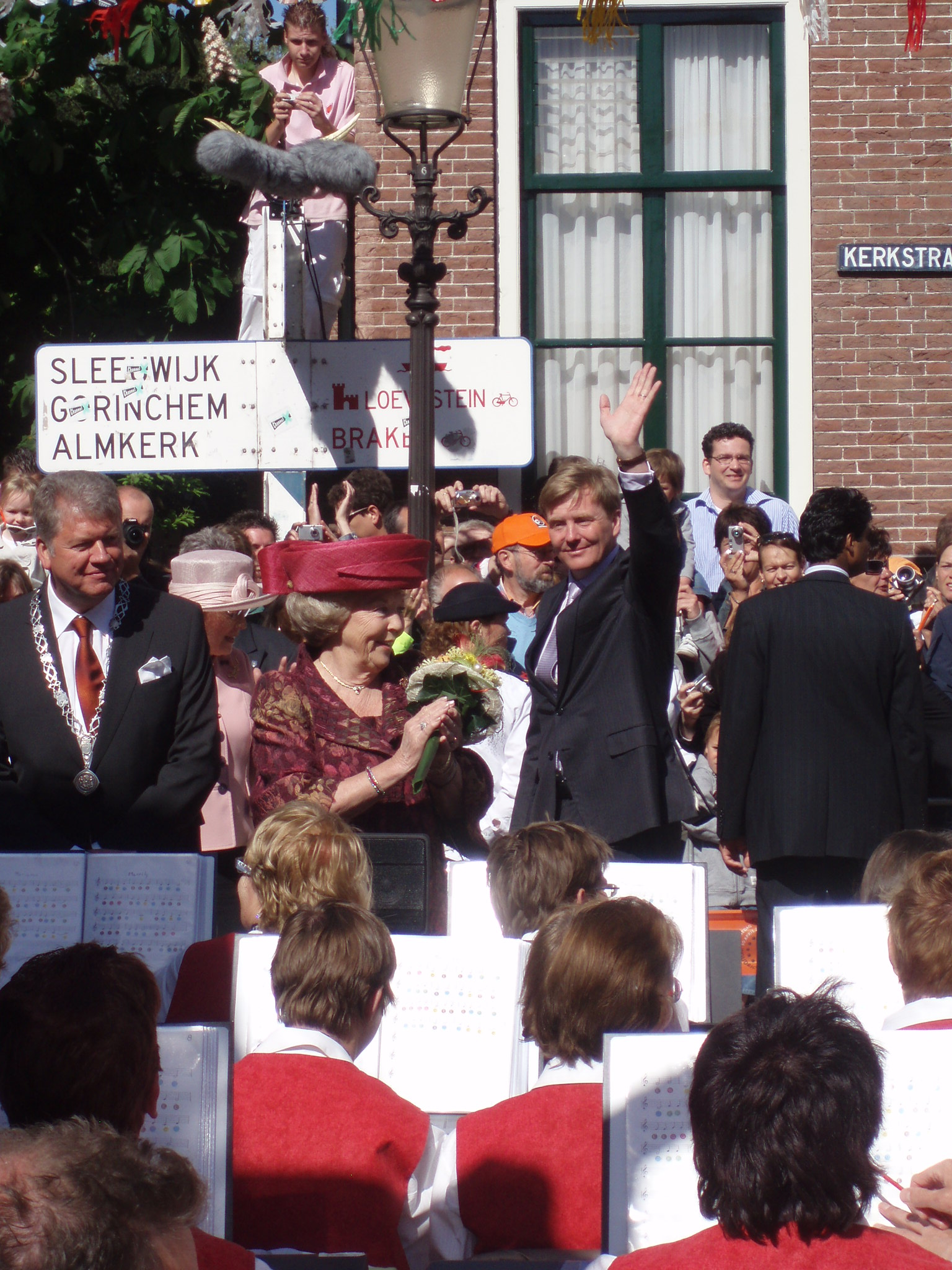
Bezoek van koningin Beatrix aan Woudrichem, 2007.

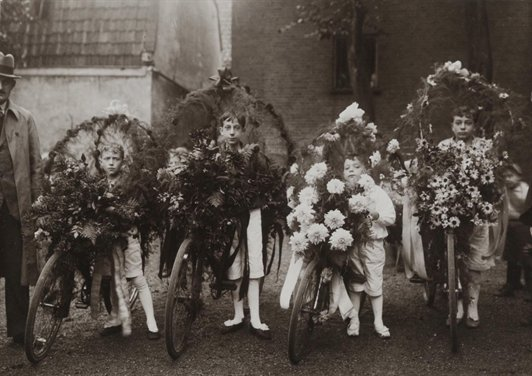
Viering van Koninginnedag in 1922 in het Utrechtse Oranjepark.

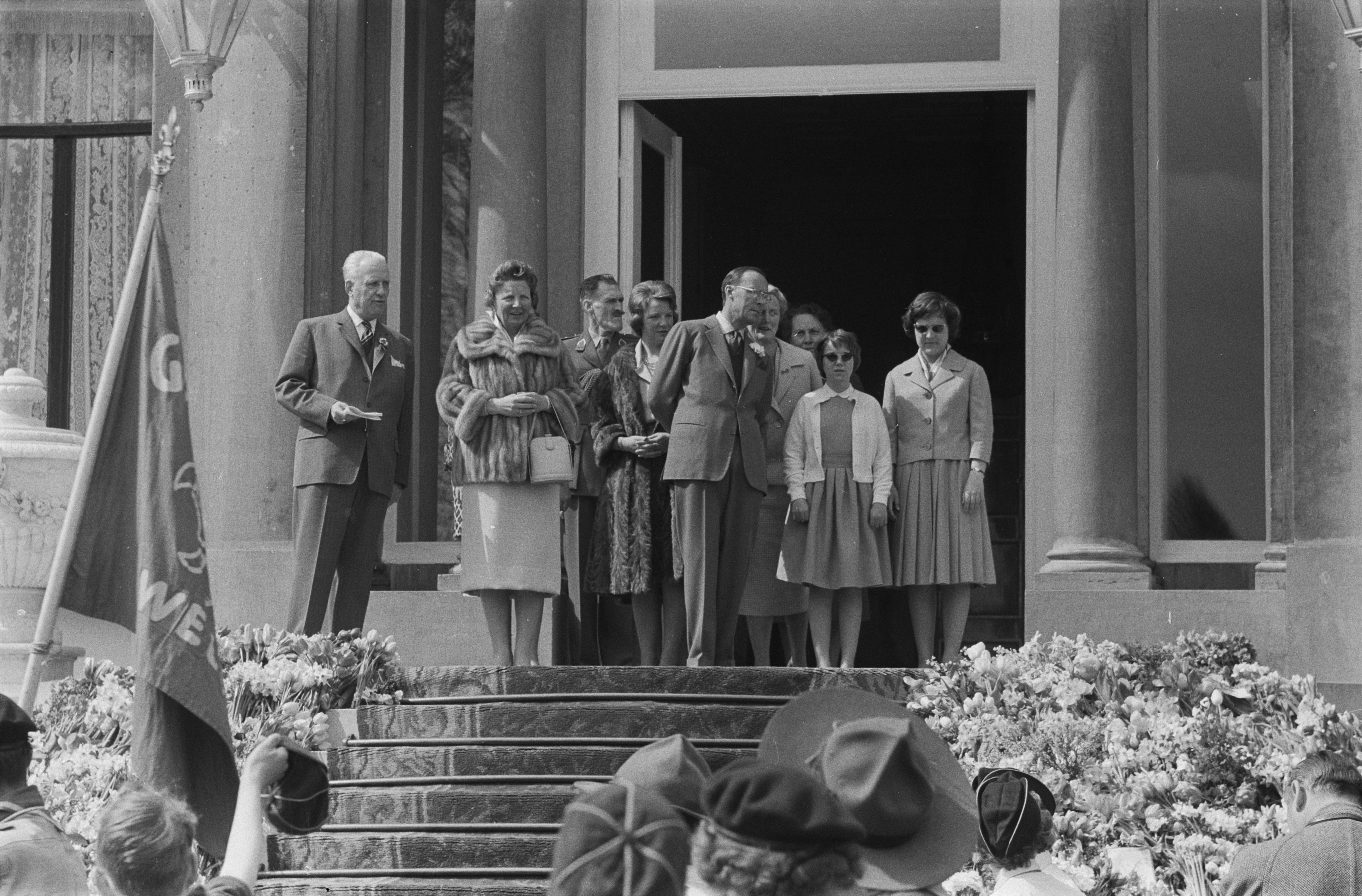
In de periode dat Juliana koningin was werd jaarlijks op Koninginnedag een defilé gehouden bij Paleis Soestdijk, waarbij de koninklijke familie op het bordes stond, zoals hier in 1960.

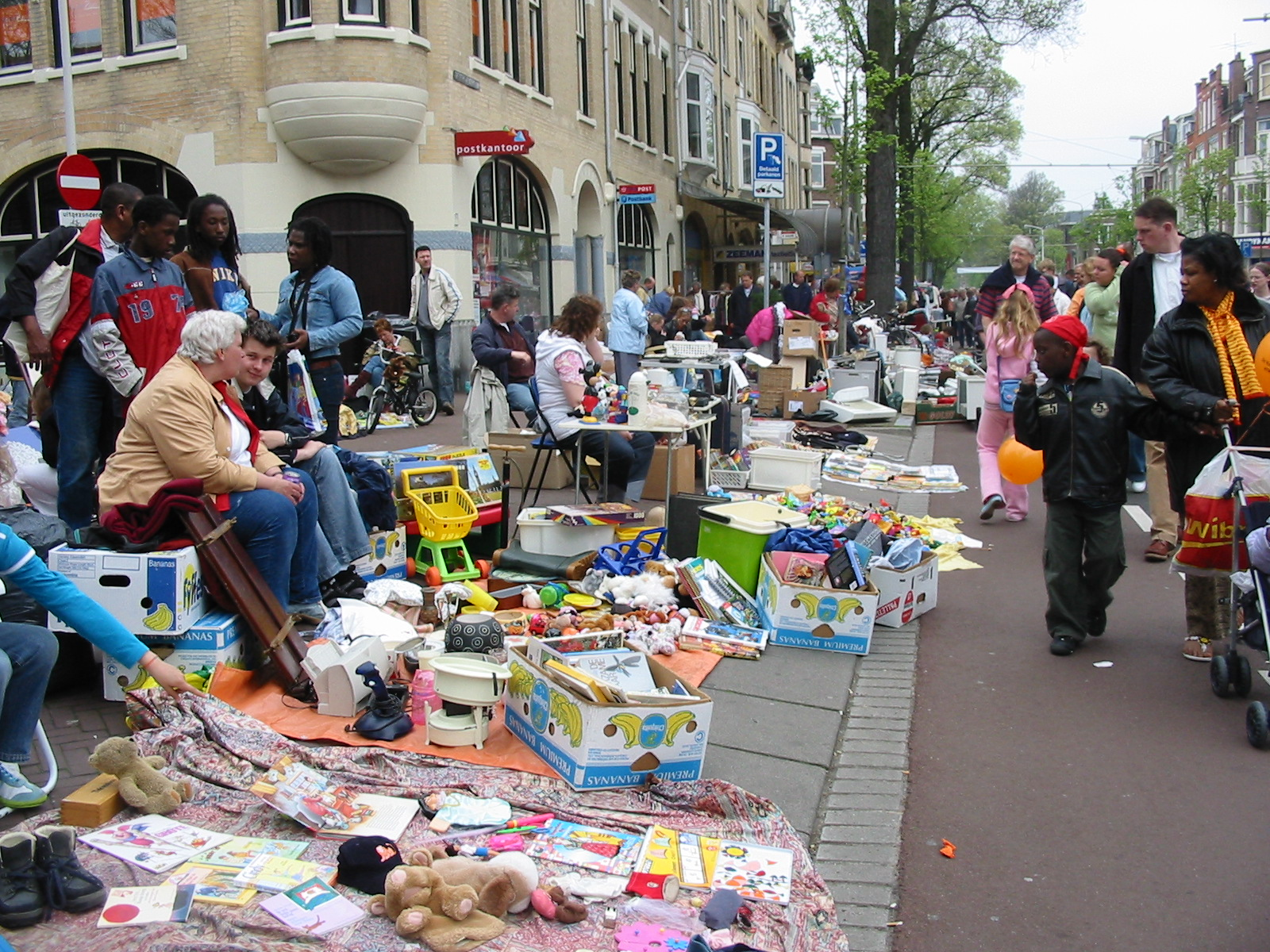
Vrijmarkt in Den Haag; Koninginnedag 2005.

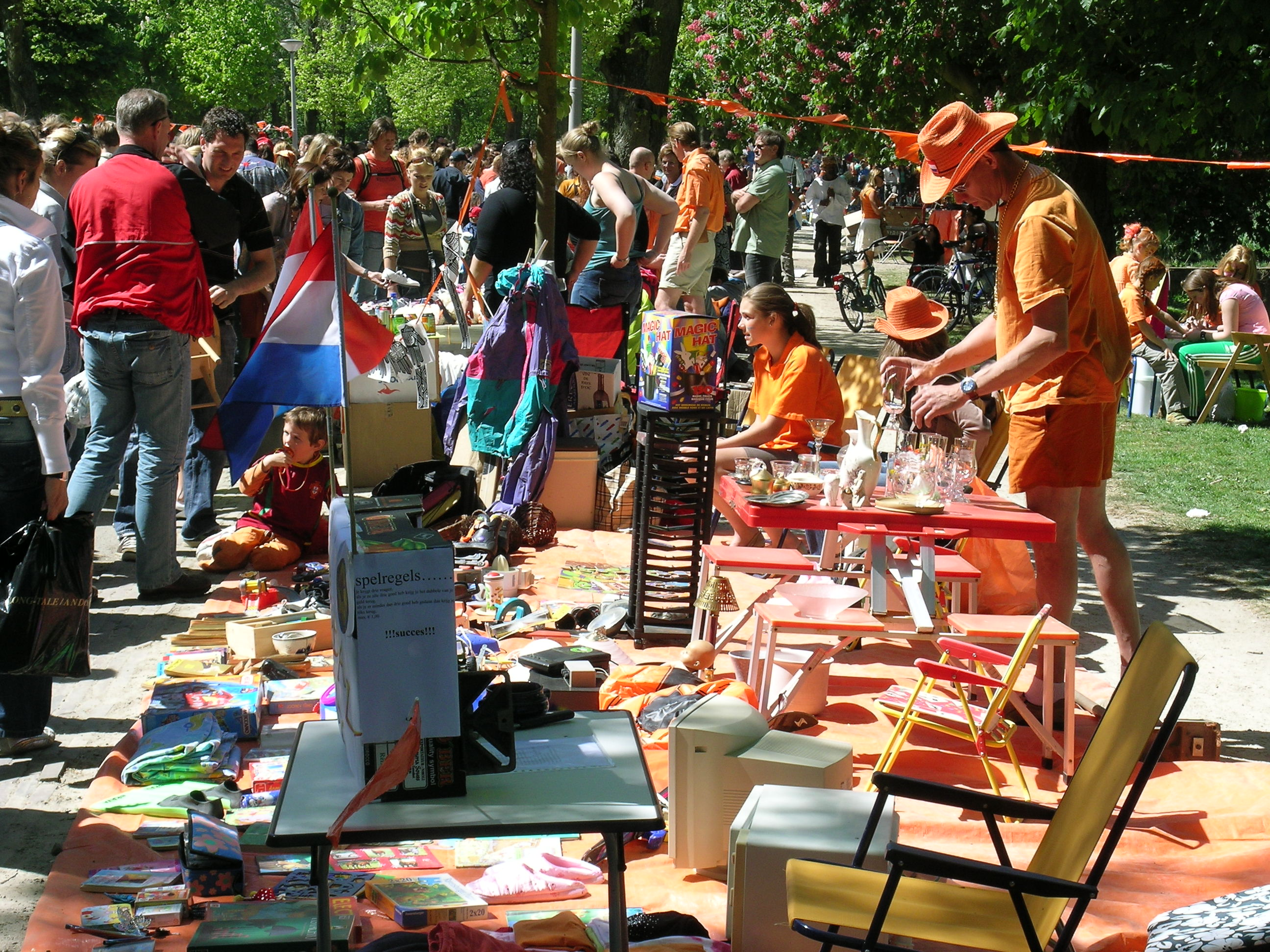
In het Vondelpark zijn de vrijmarkt en andere festiviteiten op Koninginnedag vooral bestemd voor kinderen

Koningsdag (sinds 2014), eerder Prinsessedag (1885-1890) en Koninginnedag (1891-2013), is sinds de regeringsperiode van koningin Juliana een nationale feestdag in het Koninkrijk der Nederlanden ter ere van de verjaardag van het staatshoofd. In alle delen van het koninkrijk geldt dit voor de meeste werknemers als vrije dag en wordt het gevierd met verschillende festiviteiten, waaronder vrijmarkten, muziekfestivals en het dragen van oranje kleding. Vanaf 1981 brengen de koning en/of koningin op deze dag een ceremonieel bezoek aan een of meer gemeenten van het land.

## Datum
Gedurende de regeerperiode van Wilhelmina werd Koninginnedag tot 1948 gevierd op 31 augustus, haar verjaardag. Toen Juliana de troon besteeg, werd het feest in 1949 verplaatst naar de geboortedag van de nieuwe koningin, 30 april. Koningin Beatrix koos er bij haar aantreden in 1980 voor om de feestdag niet te verplaatsen en hem daarmee niet op haar verjaardag, 31 januari, te vieren. Ze deed dit om haar moeder te eren. Een bijkomende praktische overweging was dat op haar eigen verjaardag het weer te koud zou zijn voor een grootschalig buitenevenement. Sinds 2014 wordt Koningsdag gevierd op de verjaardag van koning Willem-Alexander, 27 april. 
Wanneer de feestdag  op een zondag valt, wordt deze een dag verschoven. Tot 1980 werd 30 april dan op maandag 1 mei (de Dag van de Arbeid) gevierd. Sinds 1980 wordt in zulke gevallen de dag vervroegd, dus naar de zaterdag. Dit was voor het eerst het geval in 1989. Ook Koningsdag wordt in dit soort gevallen vervroegd naar zaterdag, 26 april. Direct in 2014 was dit al het geval. De tweede keer dat dat gebeurde was in 2025.

## Geschiedenis
In de negentiende eeuw was 'Waterloodag', 18 juni, jarenlang de nationale feestdag. Tegen het einde van de eeuw vervaagde de herinnering aan deze veldslag en ging het feest min of meer onopgemerkt voorbij.
Nog voor de 'echte Koninginnedag' werd op 31 augustus 1885 de eerste 'Prinsessedag' georganiseerd, de vijfde verjaardag van prinses Wilhelmina. Het initiatief hiertoe werd genomen door de hoofdredacteur van een lokale krant met als doel de nationale eenheid te benadrukken. Deze eerste editie vond plaats in de stad Utrecht. De initiatiefnemer was J.W.R. Gerlach van het Utrechtsch Provinciaal en Stedelijk Dagblad. De belangrijkste activiteit bij de eerste Prinsessedag vond plaats in het Utrechtse Oranjepark in Wijk C. (Minstens) een jaar eerder waren in de stad Utrecht al activiteiten rond de verjaardag van prinses Wilhelmina, maar die gingen nog niet onder de noemer Prinsessedag. In de jaren erna namen andere plaatsen dit over. Na de dood van koning Willem III in november 1890, werd Prinsessedag in 1891 opgevolgd door de viering van 'Koninginnedag'. Deze dag ontwikkelde zich tot een feestdag voor kinderen. Op haar achttiende verjaardag, 31 augustus 1898, werd Wilhelmina regerend vorstin. De inhuldiging vond op 6 september plaats. Tot en met 1948, toen koningin Wilhelmina troonsafstand deed, werd Koninginnedag op 31 augustus gevierd.
Tot aan de Tweede Wereldoorlog was 1 mei, de Dag van de Arbeid, de concurrent van Koninginnedag. De socialisten, sociaaldemocraten en communisten vierden 1 mei met grote optochten en feestelijkheden. Die dag had een politiek karakter. In het zeer verzuilde Nederland vierden de aanhangers van de anti-monarchistische SDAP Koninginnedag niet, de burgerlijke partijen vierden op hun beurt de Dag van de Arbeid niet. Wat nationale feestdagen hadden kunnen zijn, werden dagen waarop de verdeeldheid van Nederland werd benadrukt. Na de Tweede Wereldoorlog, toen de sociaaldemocraten zich met de monarchie hadden verzoend, werd Koninginnedag een feestdag voor alle Nederlanders. De Dag van de Arbeid raakte in brede kringen in vergetelheid.
Nadat koningin Juliana haar moeder Wilhelmina in 1948 had opgevolgd, werd vanaf 1949 Koninginnedag gevierd op Juliana's verjaardag, 30 april. Terwijl koningin Wilhelmina en haar familie nooit aanwezig waren geweest bij de festiviteiten, kreeg koningin Juliana jaarlijks een bloemenhulde op Paleis Soestdijk. Vanaf de jaren vijftig was dit evenement via de televisie te volgen. Terwijl Koninginnedag in de naoorlogse jaren nog een gewone werkdag was, kregen in de loop der jaren steeds meer mensen een vrije dag, zodat 30 april kon uitgroeien tot een landelijke feestdag. In 1971 overleed kort voor Koninginnedag op 87-jarige leeftijd prinses Armgard, de moeder van prins Bernhard. Het defilé werd afgelast. Koningin Juliana woonde op haar 62ste verjaardag met alle andere leden van de koninklijke familie de uitvaart bij van haar schoonmoeder.
Bij de troonopvolging op 30 april 1980 besloot koningin Beatrix deze dag in stand te houden. Beatrix wijzigde ook de vorm van Koninginnedag. Op 28 januari 2013 kondigde zij aan op de eerstvolgende Koninginnedag troonsafstand te zullen doen. Vanwege Beatrix' abdicatie en de inhuldiging van Willem-Alexander had Koninginnedag 2013 een afwijkend karakter. 
Koningsdag is in september 2013 opgenomen op de Nationale Inventaris Immaterieel Cultureel Erfgoed.
In 2020 zou de viering aanvankelijk in Maastricht gehouden worden, maar werd afgelast vanwege de coronacrisis. Deze afgelaste editie vond alsnog plaats in 2022. Een jaar eerder werd Koningsdag vanwege de coronacrisis, zonder publiek, in Eindhoven gevierd.
In 2025 vond op Koningsdag de uitvaart van paus Franciscus plaats. De aanvang van de viering met de koninklijke familie in Doetinchem ging daarom een uur later dan aanvankelijk gepland van start. Voorafgaand aan de uitzending op televisie werd een videoboodschap van Willem-Alexander uitgezonden, waarin hij zei dat deze Koningsdag vanwege de uitvaart twee gezichten had.

## Viering en festiviteiten

### Defilé
Ten tijde van koningin Juliana werd op 30 april een defilé gehouden. De gehele koninklijke familie stond op het bordes van Paleis Soestdijk. Vele Nederlanders en rijksgenoten liepen langs in de kilometerslange optocht en gaven geschenken, en vooral ook bloemen, waarmee het bordes werd bedekt. 's Morgens liepen schoolkinderen overal in het land in optocht naar het stadhuis om de burgemeester een aubade van patriottische liederen te brengen, afgesloten met het Wilhelmus. Daarna werden in vele dorpen en steden traditionele kinderspelen georganiseerd, zoals zaklopen en koekhappen. In veel plaatsen vinden deze twee onderdelen nog altijd elk jaar plaats. De dag werd traditioneel besloten met een lampionoptocht. Ook nu nog wordt deze afsluitende lampionoptocht nog op veel plaatsen gehouden, regelmatig gevolgd door vuurwerk. Op veel plaatsen werden en worden ook festiviteiten voor de oudere jeugd en volwassenen georganiseerd, zoals optredens van pop- en jazzbands.

### Het land in
Koningin Beatrix bezocht tussen 1981 en 2012 op Koninginnedag samen met zo veel mogelijk volwassen leden van de koninklijke familie een of (meestal) twee plaatsen in Nederland, een (kleine) plaats en een nabije wat grotere provinciestad in dezelfde provincie. De verandering van de invulling was in lijn met het tijdsbestek waarin Beatrix koningin werd: aanwezigheid van het staatshoofd in de samenleving. Uitgangspunt bij de Koninginnedag nieuwe stijl was om als koninklijke familie de plaatselijke Koninginnedag mee te vieren op de wijze hoe de betreffende gemeente dit normaliter viert. In de ontvangen plaatsen werd de koninklijke familie door de plaatselijke bevolking ontvangen met speciale vieringen, lokale specialiteiten, tradities, demonstraties van ouderwetse dansen en ambachten, sport- en zangdemonstraties en oud-Hollandse spelen. Ook werd er aandacht besteed aan de geschiedenis van de gemeente. Sommige plaatsen staken het geheel in een wat eigentijdser jasje. Sinds het jaar 2000 sprak koningin Beatrix aan het einde van haar bezoek een dankwoord uit.

### Koningsdag nieuwe stijl
Op eerste Koningsdag, in 2014, werden De Rijp en Amstelveen bezocht. Het was het laatste bezoek oude stijl, een uitgesteld bezoek in verband met de troonswisseling in 2013. Prinses Beatrix, prinses Margriet en Pieter van Vollenhoven woonden voor het laatst de nationale feestdag bij. In 2015 werd zonder de oudste generatie Oranjes gestart met de Koningsdag nieuwe stijl, waarbij naast het gezin van de koning, prins Constantijn en prinses Laurentien ook de kinderen van prinses Margriet en hun echtgenoten acte de présence geven. In tegenstelling tot de oude stijl bezoekt koning Willem-Alexander op Koningsdag maar één plaats die een centrumfunctie binnen de regio vervult. Niet zozeer het verenigingsleven staat centraal, maar meer de economische lading. De gemeente wordt de mogelijkheid gegeven zich op een centrale plek te presenteren voor Nederland. Dat kan bijvoorbeeld door een feestelijke 'grande parade', met een thema of rode draad. Bij de invulling daarvan is alles mogelijk: muziek, sport, beeldende kunst, design, techniek, bedrijvigheid, historisch erfgoed, sociale initiatieven, toekomstdromen. Na het dankwoord van de burgemeester en de koning wordt het bezoek afgesloten met het zingen van het Wilhelmus.

### Viering elders
In heel Nederland vinden ter ere van Koningsdag verschillende festiviteiten plaats, vaak georganiseerd door Oranjeverenigingen en lokale verenigingen. In veel plaatsen vindt een vrijmarkt plaats. Tevens worden er op veel plaatsen openluchtfeesten gehouden. Amsterdam spant de kroon met de bekende vrijmarkten, met name de vrijmarkt in de Jordaan is populair. Amsterdam trekt elk jaar meer dan een half miljoen bezoekers. Behalve Amsterdammers zelf zijn er ook vele duizenden bezoekers uit de rest van het land en een groot aantal buitenlandse bezoekers. Voor veel toeristen is King's Day (voorheen Queen's Day) een van de belangrijkste evenementen van het jaar in Amsterdam. In 2020 en 2021 waren er geen festiviteiten vanwege de coronacrisis. Er werd deze jaren wel een digitale vrijmarkt gehouden op de site van Marktplaats. Deze werd geopend door koningin Máxima en haar dochters en de opbrengst ging naar de Stichting KiKa. In 2021 werd 's avonds een live-concert gegeven door de gelegenheidsband The Streamers, die speciaal voor de coronacrisis was opgericht. Dit concert vond plaats in de Koninklijke Stallen van Paleis Noordeinde en werd gestreamd via internet.
In het Caribisch deel van het Koninkrijk der Nederlanden is Koningsdag ook een feestdag en wordt dit met verschillende festiviteiten uitbundig gevierd.

### Koningsnacht
De avond voorafgaand aan Koningsdag worden er op verschillende plekken Koningsnacht (voorheen Koninginnenacht) georganiseerd. In Den Haag heet deze nacht KoningsNach (zonder t, voorheen KoninginneNach en sinds 2011 The Life I Live festival) en in Rotterdam wordt deze nacht de Nacht van Oranje genoemd (gevierd in Ahoy). In Apeldoorn en omstreken staat deze nacht bekend als Prinsennacht en wordt juist de nacht ná Koningsdag Koningsnacht genoemd.

### Lintjesregen
Aan de vooravond van Koningsdag worden de koninklijke onderscheidingen uitgereikt (officieel Algemene Gelegenheid voor het uitreiken van Koninklijke onderscheidingen en minder formeel de "Lintjesregen" genoemd). Is de dag voor Koningsdag een zondag, dan gebeurt dat op de laatste vrijdag voor Koningsdag, dus op de dag van de Koningsspelen. Voorheen gebeurde dat dan op de zaterdag ervoor, dus op 28 april. Ook als Koningsdag zelf op zaterdag valt, vindt de "Lintjesregen" op deze dag plaats.

### Koningsspelen
Op de laatste vrijdag voor Koningsdag vinden sinds 2013 de Koningsspelen plaats. Dit is een sportdag op scholen, waarbij elke school zelf mag bepalen hoe deze ingevuld wordt. Het koningspaar viert de Koningsspelen ergens in het land mee. Ook deze werden in 2020 afgelast vanwege de coronapandemie. In 2025 vonden de Koningsspelen in verband met Goede Vrijdag een dag eerder plaats.

### Koningsdagconcert
Het Koningsdagconcert, voorheen Koninginnedagconcert, is een concert ter gelegenheid van de verjaardag van de koning en vindt plaats voorafgaand aan Koningsdag in dezelfde gemeente. Tot en met 2013 vond dit concert plaats op Paleis Noordeinde in aanwezigheid van een groot deel van de koninklijke familie. Ieder jaar staat een andere combinatie van ensembles en artiesten centraal. Ook dit concert werd in 2020 en 2021 afgelast vanwege de coronapandemie.

## In de volkscultuur
- Jules de Corte nam in 1958 een lied op over het feest, met de titel Koninginnedag.
- Degenen die deelnemen aan Koningsdag zijn vaak oranje gekleed en verven soms hun haar oranje ter ere van het Huis van Oranje-Nassau.
- Oranje gekleurde dranken, zoals oranjebitter, zijn populaire drankjes om te drinken op Koningsdag.
- Bakkerijen verkopen speciaal voor Koningsdag oranje gekleurde tompouces, soesjes, petit fours, Bossche bollen en oranjekoeken.
- Bij overheidsinstellingen en particulieren hangt de Nederlandse vlag uit met feestelijke oranje wimpel. Straten zijn versierd met oranjekleurige versiering.
- Bij bezoek van de koning en de koningin wordt op de melodie van het kinderliedje 'We zijn er bijna' vaak het volksliedje 'Oranje boven' gezongen.

## Bezochte dorpen en steden
Bij de keuze van de locatie spelen verschillende factoren een rol, waarvan spreiding over de provincies het belangrijkste criterium vormt.

### Door koningin Beatrix
| Jaar | Plaats 1                | Plaats 2         | Plaats 3  | Provincie                | Opmerkingen |
| ---- | ----------------------- | ---------------- | --------- | ------------------------ | --- |
| 1981 | Veere                   | Breda            | -         | Zeeland en Noord-Brabant | |
| 1982 | Harlingen               | Zuidlaren        | -         | Friesland en Drenthe     | |
| 1983 | Lochem                  | Vaassen          | -         | Gelderland               | |
| 1984 | Den Haag                | -                | -         | Zuid-Holland             | Tevens viering 75e verjaardag van prinses Juliana                                                                                             |
| 1985 | Anna Paulowna           | Callantsoog      | Schagen   | Noord-Holland            | |
| 1986 | Deurne                  | Meijel           | -         | Noord-Brabant en Limburg | |
| 1987 | Breukelen               | Paleis Soestdijk | -         | Utrecht                  | 50-jarig huwelijk van prinses Juliana en prins Bernhard                                                                                       |
| 1988 | Genemuiden              | Kampen           | Amsterdam | Overijssel               | Tevens viering 50e verjaardag van koningin Beatrix; bezoek aan Amsterdam was informeel (verrassings)bezoek                                    |
| 1989 | Goedereede              | Oud-Beijerland   | -         | Zuid-Holland             | |
| 1990 | Loppersum               | Haren            | -         | Groningen                | |
| 1991 | Buren                   | Culemborg        | -         | Gelderland               | |
| 1992 | Rotterdam               | -                | -         | Zuid-Holland             | |
| 1993 | Vlieland                | Sneek            | -         | Friesland                | |
| 1994 | Emmeloord               | Urk              | -         | Flevoland                | |
| 1995 | Eijsden                 | Sittard          | -         | Limburg                  | |
| 1996 | Sint-Maartensdijk       | Bergen op Zoom   | -         | Zeeland en Noord-Brabant | |
| 1997 | Marken                  | Velsen           | -         | Noord-Holland            | |
| 1998 | Doesburg                | Zutphen          | -         | Gelderland               | |
| 1999 | Houten                  | Utrecht          | -         | Utrecht                  | |
| 2000 | Katwijk aan Zee         | Leiden           | -         | Zuid-Holland             | |
| 2001 | -                       | -                | -         | -                        | Geen bezoek vanwege mond-en-klauwzeerepidemie                                                                                                 |
| 2002 | Hoogeveen               | Meppel           | -         | Drenthe                  | Uitgestelde bezoeken van 2001 |
| 2003 | Wijhe                   | Deventer         | -         | Overijssel               | |
| 2004 | Warffum                 | Groningen        | -         | Groningen                | |
| 2005 | Scheveningen (Den Haag) | -                | -         | Zuid-Holland             | Tevens viering 25-jarig regeringsjubileum |
| 2006 | Zeewolde                | Almere           | -         | Flevoland                | |
| 2007 | Woudrichem              | 's-Hertogenbosch | -         | Noord-Brabant            | |
| 2008 | Makkum                  | Franeker         | -         | Friesland                | |
| 2009 | Apeldoorn               | -                | -         | Gelderland               | Afgebroken wegens aanslag op de koninklijke stoet voor Paleis Het Loo                                                                         |
| 2010 | Wemeldinge              | Middelburg       | -         | Zeeland                  | |
| 2011 | Thorn                   | Weert            | -         | Limburg                  | |
| 2012 | Rhenen                  | Veenendaal       | -         | Utrecht                  | |
| 2013 | -                       | -                | -         | -                        | Geen bezoek vanwege abdicatie koningin Beatrix en inhuldiging koning Willem-Alexander. Zie: Troonswisseling in Nederland (2013) in Amsterdam. |

### Door koning Willem-Alexander
| Jaar | Plaats                | Provincie            | Opmerkingen                                                                      |
| ---- | --------------------- | -------------------- | -------------------------------------------------------------------------------- |
| 2014 | De Rijp en Amstelveen | Noord-Holland        | Oorspronkelijk voorzien voor 2013, wegens de troonswisseling uitgesteld tot 2014 |
| 2015 | Dordrecht             | Zuid-Holland         | Eerste Koningsdag 'nieuwe stijl'                                                 |
| 2016 | Zwolle                | Overijssel           |                                                                                  |
| 2017 | Tilburg               | Noord-Brabant        | Tevens viering van zijn vijftigste verjaardag                                    |
| 2018 | Groningen             | Groningen            |                                                                                  |
| 2019 | Amersfoort            | Utrecht (Gelderland) |                                                                                  |
| 2020 | -                     | -                    | Afgelast wegens coronapandemie, uitgekozen stad was Maastricht                   |
| 2021 | Eindhoven             | Noord-Brabant        | Aangepast bezoek vanwege coronamaatregelen                                       |
| 2022 | Maastricht            | Limburg              | Uitgesteld bezoek van 2020 vanwege coronamaatregelen                             |
| 2023 | Rotterdam             | Zuid-Holland         | Tevens viering tienjarig regeringsjubileum                                       |
| 2024 | Emmen                 | Drenthe              |                                                                                  |
| 2025 | Doetinchem            | Gelderland           | Bezoek begon een uur later, i.v.m. de uitvaart van paus Franciscus               |